# Богдана (САУ)
2С22 «Богдана» — украинская колесная самоходная гаубица со стволом калибра 155 мм. «Богдана» стала первой украинской САУ, разработанной под «натовский» калибр 155 мм.
Гаубица установлена на шасси КрАЗ-63221.

## История
В начале 2009 года корпорацией «ТАСКО» была завершена разработка опытного образца украинской САУ, базирующейся на шасси автомобиля Краз-6322 с установленной 155-мм гаубицей. Новость активно обсуждалась на военных форумах.
Калибр 155 мм является стандартом для полевой артиллерии дивизионного звена в НАТО, отличным от калибра 152 мм, принятым в СССР. Идеи о возможности перехода Украины на артиллерийский калибр 155 мм, являющийся стандартом для стран — членов НАТО, изложил  командующий РВИА генера-майор Вячеслав Горбылёв в 2017 году.
Впервые публичное упоминание о САУ «Богдана» появилось 14 июля 2018, когда военный эксперт Сергей Згурец сообщил, что установка будет впервые показана общественности на военном параде в честь Дня независимости 24 августа 2018 года. Он сообщил, что САУ будет иметь калибр 155 мм. Вскоре после анонса появления САУ «Богдана» появилось подтверждение, что на ГАХК «Артём» есть возможности изготавливать снаряды калибра 155 мм.
В период июля-начале августа вопросом того, будет ли новая САУ на гусеничном ходу, аналогично польскому AHS Krab, или на колёсном шасси, как словацкая Zuzana, чешская САУ Dana или советская 2С21 «Мста-К», задавались многочисленные военные обозреватели.
Во время посещения Министром обороны Украины Степаном Полтораком репетиции парада к 27-й годовщине Независимости Украины, отвечая на вопросы журналистов о САУ «Богдана», он рассказал, что 10 августа 2018 года будет принято решение о принятии на вооружение 155-мм пушки, также Полторак добавил, уже по состоянию на 7 августа она проходит испытание.
9 августа 2018 опытный образец гаубицы проходил испытания в Павлограде.
10 августа 2018 Сергей Згурец впервые разместил фото установки — САУ имела колёсное шасси. Фото сделано на полигоне в Озёрном Житомирской области, где проходили демонстрации гаубицы представителям военно-политического руководства страны.
24 августа 2018 установка принимала участие в параде ко Дню независимости Украины.
В ходе огневых испытаний САУ «Богдана» будут использованы новейшие активно-реактивные боеприпасы HE ER BT, производство которых будет налажено на ДАКХ «Артем». Также на испытания будут предоставлены как снаряды производства «Артём», так и иностранного, совместимого со стандартами НАТО, в том числе снаряды M107.
САУ «Богдана» разработана для выполнения технического задания, подготовленного специалистами Центрального научно-исследовательского института вооружения и военной техники ВС Украины. Новый проект финансируется в рамках государственного оборонного заказа. Разработчик САУ — Краматорский завод тяжёлого станкостроения. Именно краматорскими предприятиями разработаны и изготовлены все ключевые компоненты артчасти системы «Богданы», включая ствол самой новой гаубицы. К кооперации привлечены около 10 оборонных компаний. Окончательные подтвержденные характеристики самоходной «Богданы» калибра 155 мм будут известны только после завершения государственных испытаний этой новой артиллерийской системы.
По состоянию на начало октября 2019 года был изготовлен первый образец системы, успешно прошедший ходовые испытания и осуществивший первые тестовые выстрелы. Но из-за отсутствия отечественных снарядов нужного калибра заводские испытания не были завершены. Ожидается, что основная часть работ будет завершена к середине 2020.

### Испытание
В конце декабря 2019 года начались испытания САУ, и был завершён первый этап, проведен т.н.«гидровыстрел», то есть выстрел деревянной болванкой с заполнением ствола водой для предотвращения возгорания болванки. В ходе таких испытаний проверяется, держит ли ствол необходимое для выстрела давление, образующееся в результате возгорания пороха, и работу всех систем артиллерийской установки. Следующим этапом испытания будет выстрел инертным (не боевым) боеприпасом, а после этого начнутся стрельбы боевыми снарядами на разные расстояния для подтверждения заявленных тактико-технических характеристик.
По данным СМИ, всего «Богдана» успела произвести семь выстрелов, из которых два — гидровыстрелы, два — холостые выстрелы и три выстрела инертными снарядами. Это произошло потому, что производитель обвиняет Министерство обороны в том, что оно переложило на него закупку снарядов для испытаний. Миниобороны же в задержках с «Богданой» обвиняет главного исполнителя опытно-конструкторской работы, не выполнившего обязательства на этапе предварительных испытаний. Есть даже несколько решений судов. В частности, решением Хозяйственного суда г. Киева по делу № 910/10322/19 сроки государственных испытаний перенесены на второе полугодие 2021 года.
В ноябре 2020 года стало известно, что обнаруженные в ходе первых испытаний проблемы удалось устранить и улучшенная версия опытного образца САУ готова к новым испытаниям. В частности, на пушку был установлен новый дульный тормоз, который должен более эффективно рассеивать отбой, был внесен ряд других изменений в конструкцию всей системы. Вскоре в сети было обнародовано видео по испытаниям первого образца САУ.
В течение 2020 года испытания не проходили из-за спора между министерством обороны и главным исполнителем опытно-конструкторских работ — ПАО «Краматорский завод тяжёлого станкостроения». На Краматорском заводе обвиняют Минобороны в блокировании испытаний САУ и прекращении финансирования. Минобороны же обвиняет предприятие в невыполнении обязательств на этапе предварительных испытаний. В частности, решением Хозяйственного суда г. Киева по делу № 910/10322/19 сроки государственных испытаний перенесены на второе полугодие 2021 года.
В конце января 2021 года стало известно, что министерство обороны решило возобновить предыдущие испытания после годового блокирования. Однако речь шла только о первом этапе предварительных испытаний, которые заключаются в оценке реальных возможностей вооружения и соответствия определённым требованиям. Они являются необходимым условием для уже проведенных государственных испытаний, после которых возможно принятие образца на вооружение и развертывание серийного производства.
В конце мая 2021 года информационное агентство «Defense Express» сообщило, что артиллерийская установка 2С22 «Богдана» вернулась к испытаниям и уже произвела более полусотни выстрелов на полигоне «Широкий Лан». В настоящее время проходил этап предварительных испытаний, которые заключаются в оценке реальных возможностей вооружения и соответствия определённым требованиям. Они являются необходимым условием для уже проведенных государственных испытаний, после которых возможно принятие образца на вооружение и развёртывание серийного производства.
с 20 по 23 октября 2021 года на государственном испытательном полигоне «Алибей» проходили боевые стрельбы в рамках продолжения второго этапа стрельбовой части предварительных испытаний опытного образца изделия «Богдана».
В течение 12 декабря 2021 до 25 января 2022 на испытательном полигоне «Алибей» проходил очередной этап ведомственных испытаний. Всего за время испытаний было произведено 450 выстрелов, в том числе и на дальность 40 км. В ходе испытаний используются 155-мм снаряды турецкого и чешского производства, включая дальнобойные снаряды с улучшенной аэродинамикой и ведущим пояском HE ERFB-ВВ от Excalibur Army. На практике была подтверждена возможность стрельбы на 42 км без использования активно-реактивного снаряда.

## Конструкция
Самоходная артиллерийская установка построена на шасси КрАЗ-63221 со спаренной бронированной кабиной для размещения обслуживания боевой машины.
Кроме того, она имеет автоматизированную систему наведения на контроллерах Siemens SIPLUS и SIMATIC HM, навигационная система позволяет определять свое местоположение и быстрее поражать цели, систему автоматической подачи боеприпасов на 6 снарядов. Управление зарядкой, наводкой и стрельбами может производиться как из кабины установки, так и снаружи — в задней части САУ установлен второй пункт управления.
Также на ней замечены контейнеры, способные вместить от 20 снарядов.

### Ствол
Утверждается, что в САУ использованы стволы украинского производства. По словам Юрия Бирюкова, ствол гаубицы изготовлен из того же сплава, что и миномёт М120-15 «Молот».
По данным Defense Express, ствол изготовлен на Краматорском заводе тяжелого станкостроения.

### Шасси
Автомобильное шасси КрАЗ-63221 имеет колёсную формулу 6×6.
Силовая установка КрАЗ-63221 имеет дизельный двигатель мощностью 380—420 л. Контрольный расход топлива составляет 37 л/100 км, запас хода по контрольному расходу топлива — 1200 км.
Шасси оборудовано централизованной системой подкачки шин, обеспечивающей высокую проходимость по грунтам с низкой несущей способностью, лебедкой, системой RunFlat, светомасскировочным устройством, фильтровентиляционной установкой и т. д.
Однако из-за банкротства предприятия, вероятно, в дальнейшем боевая часть будет установлена на другое шасси.

### Кабина
На шасси установлена спаренная бронированная четырёхдверная кабина с двумя рядами сидений, рассчитанная на экипаж из 5 человек.
Кабина оборудована системами отопления, кондиционирования, вентиляции и обдува тёплым воздухом ветрового стекла, электрообогревом ветровых и дверных стекл. В ней предусмотрены места для размещения дополнительного оборудования: приборов наблюдения и ночного видения, приборов радиационной и химической разведки и контроля, радиостанции, предметов индивидуальной защиты, перевозимого боекомплекта (по количеству мест в кабине) и личных вещей экипажа.

### Защита
Требования предусматривают, что платформа должна обеспечивать наличие противопульной броневой защиты обслуживания (экипажа) от пуль типа Б-32 калибра 7,62 мм с расстояния не более 30 м при углах обстрела ±30° и осколков снарядов аналогичных по энергетике действия. Конструкция корпуса должна обеспечивать следующие уровни противоминной защиты: колесо (не ниже требований уровня 1 STANAG 4569) — ручная граната, неразорванный артиллерийский снаряд, мелкие взрывные устройства с тротиловым эквивалентом не менее 0,35 кг; днище (не ниже требований уровня 2а STANAG-4569) — мина с массой взрывчатки 6 кг в тротиловом эквиваленте по центру машины.

### Автоматическая система зарядки
На первом образце САУ, участвовавшем в параде 2018 года, автоматическая система зарядки не была установлена. По данным Defense Express, система предусмотрена конструкторской документацией и разработана, что государственные испытания «Богдана» будут проходить в полной комплектации.
В 2023 году была замечена модернизированная версия Богданы, с автоматической системой заряжания, повторяющей систему заряжания французской САУ "Цезарь".

## Тактико-технические характеристики
Согласно данным разных источников, самоходная артиллерийская установка 2С22 «Богдана» имеет следующие характеристики:
- Шасси: КрАЗ-63221 | Tatra T815 8×8.
- Вес: 28 т
- Обслуживание: 5 человек
- Скорость движения
  - по трассе: 80 км/ч
  - по пересеченной местности: 30 км/ч
- Запас хода
  - по трассе: 800 км
  - по пересеченной местности: 300 км

Характеристики боевой части:
- Ствол:
  - Калибр: 155 мм
  - Длина: 52 калибров
  - Углы повышения: +5…+65°
- Автомат зарядки на 6 снарядов
- Скор
- Скорострельность: 4-6 выстрелов в минуту
- Боезапас — контейнеры на 20 снарядов
- Дальность огня:
  - минимальная: 780 м
  - максимальная
    - Осколочно-фугасный снаряд: 40-42 км
    - Активно-реактивный снаряд: 50 км

Изначально гаубица Богдана строилась на шасси украинского КрАЗ-63221 6х6 со спаренной бронированной кабиной для размещения обслуживания боевой машины. В 2023 году впервые была представлена новая версия этой САУ на шасси чешской Tatra T815 8×8.

## На вооружении
Украина — 80 2С22 по состоянию на 2025 год.

## Боевое применение

### Российско-украинская война
Во время вторжения России на Украину опытный образец был вывезен с завода в тыл, откуда был передан украинским военным.
По словам Сергея Пашинского (который и обнародовал видео боевого применения), 25 февраля 2022 разработчикам самоходной гаубицы «Богдана» поступило распоряжение — уничтожить её, чтобы новейшая украинская САУ не была захвачена. Однако установку удалось сначала спасти, а затем применить по назначению.
САУ Богдана сыграла ключевую роль в боях за остров Змеиный (конец июня 2022 года)

## Галерея

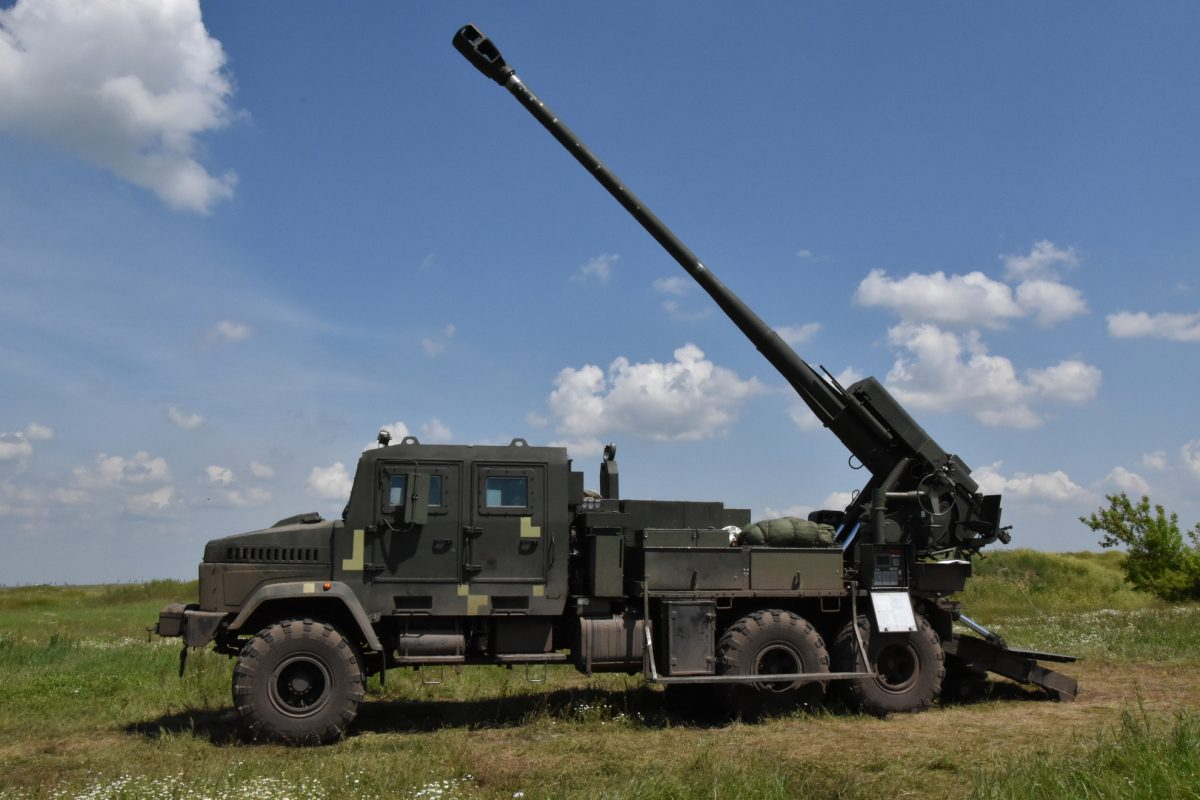
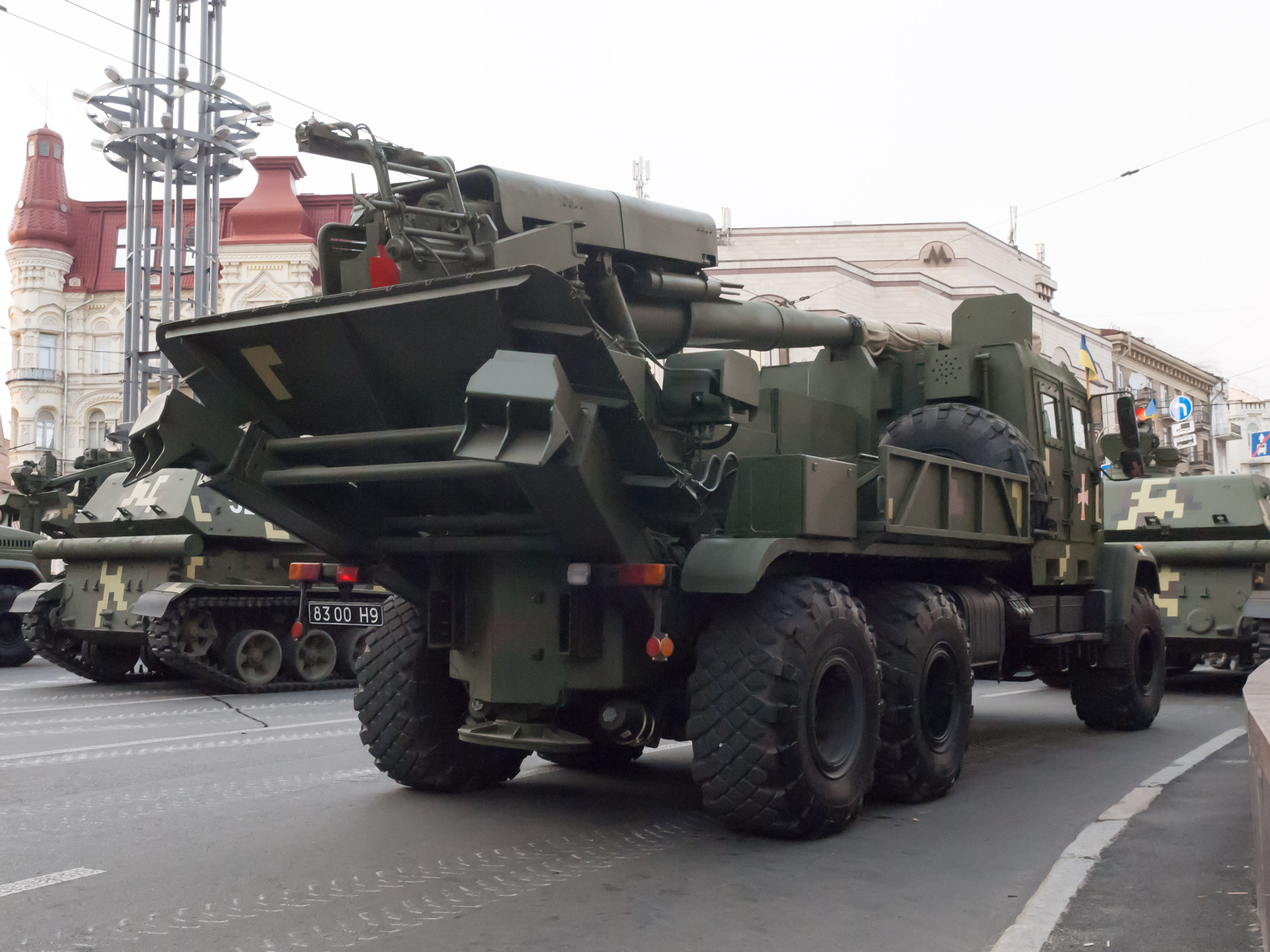
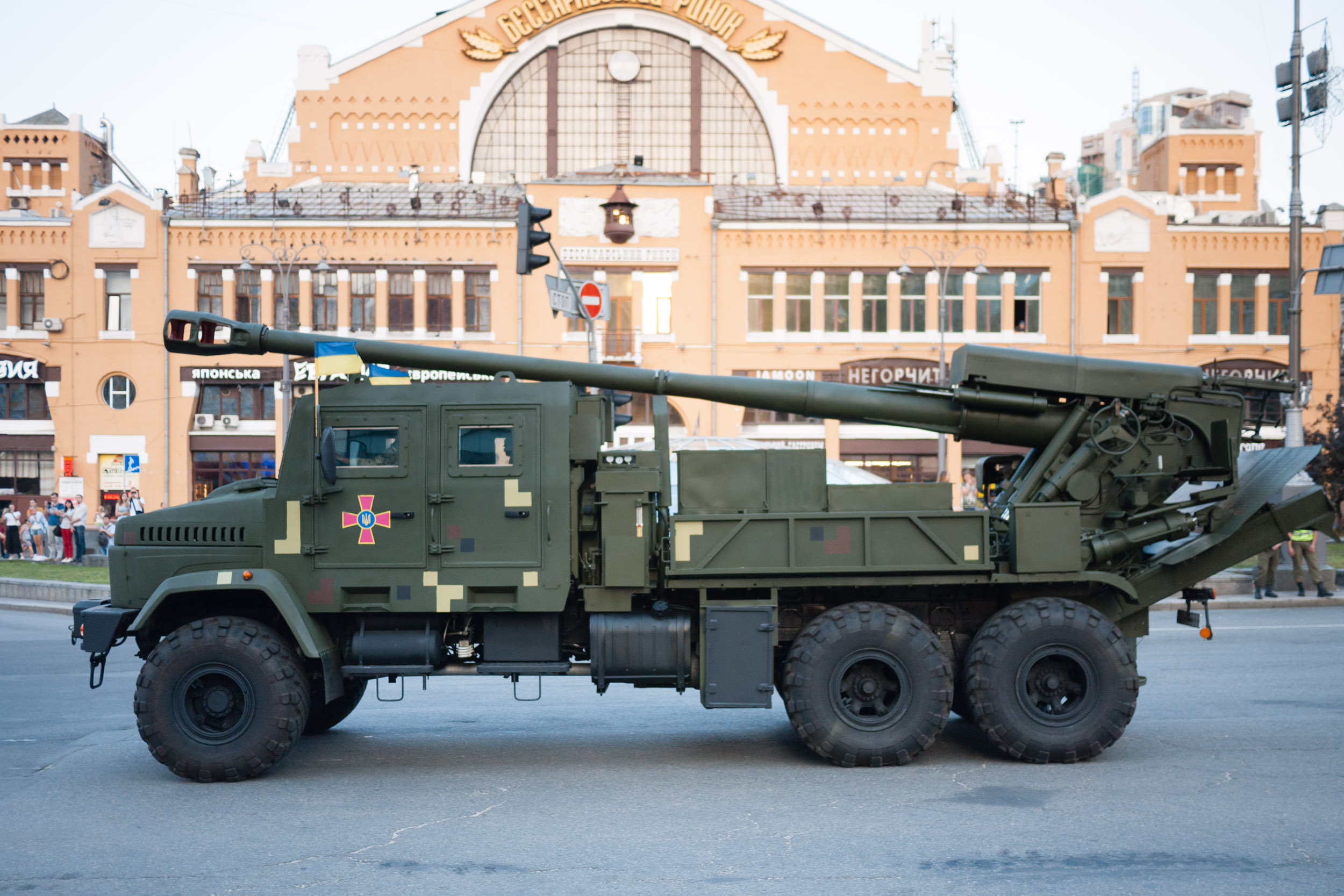
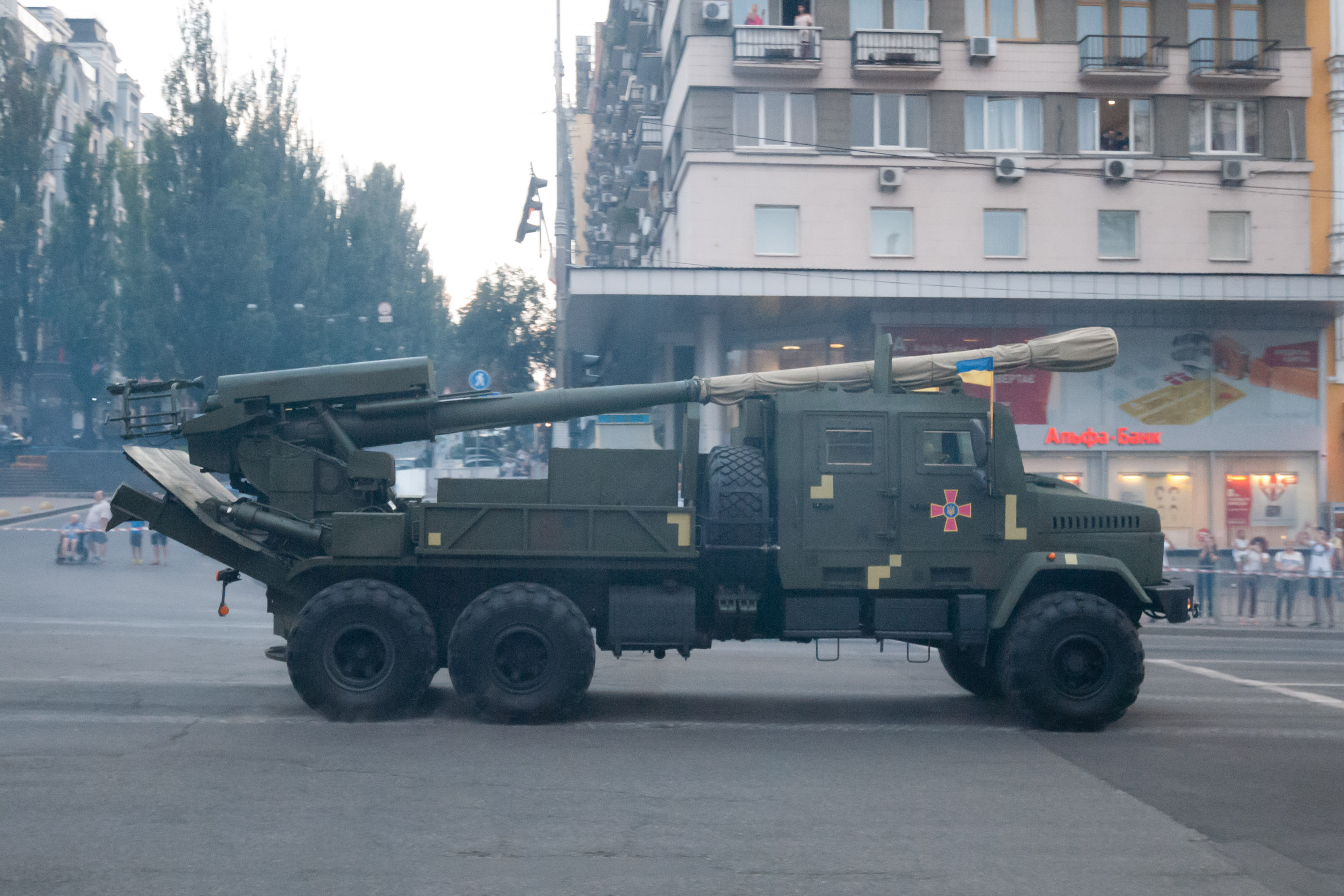
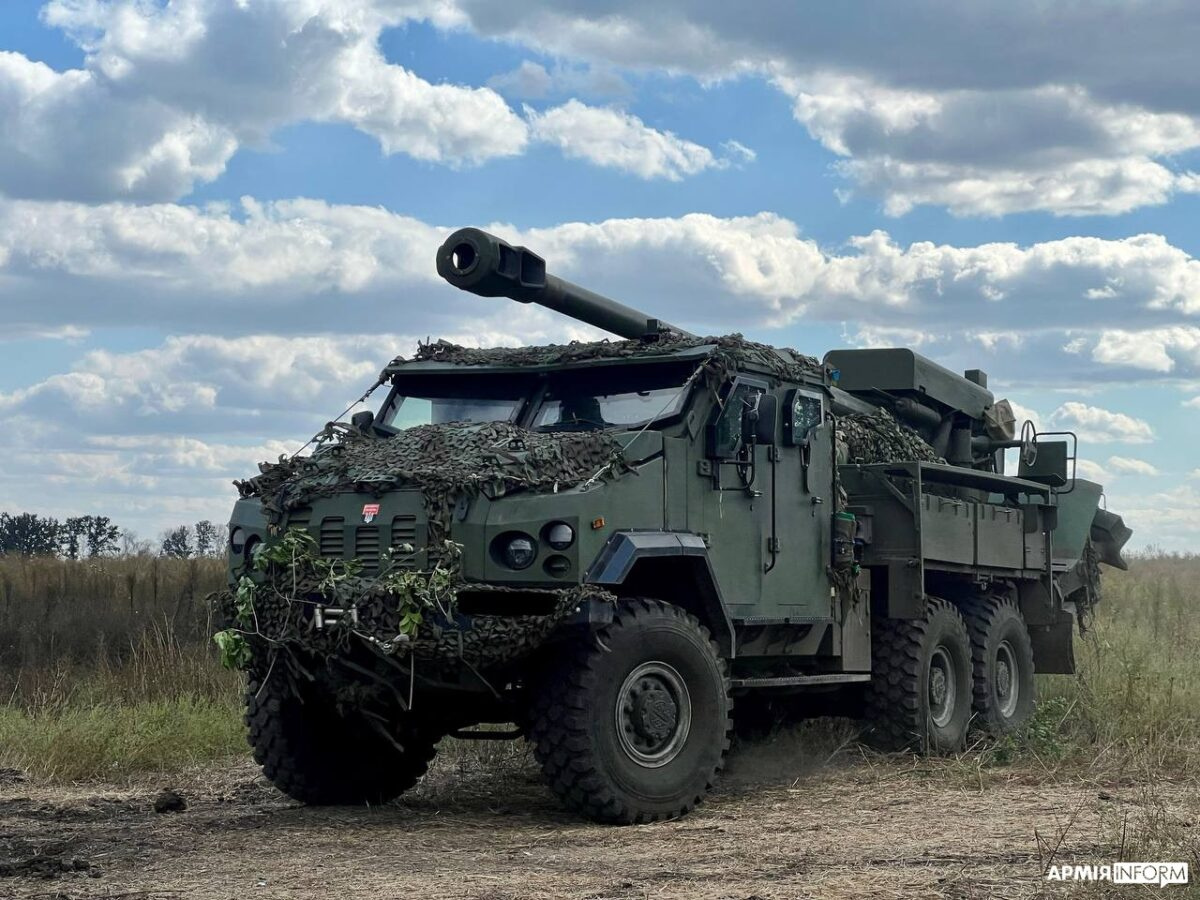
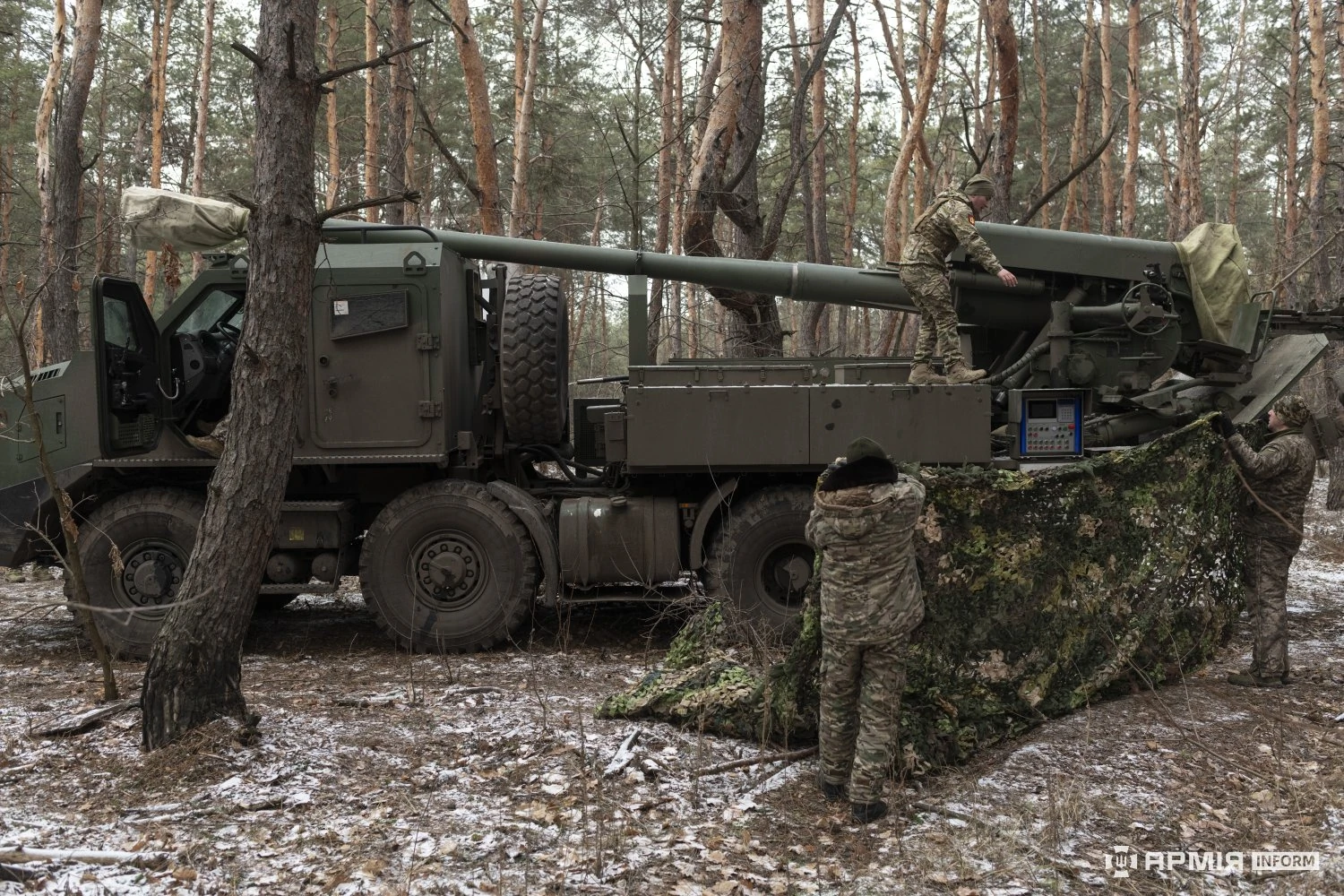